# Amanita porphyria
Amanita porphyria  (Johannes Baptista von Albertini & Lewis David de Schweinitz, 1805) este o ciupercă necomestibilă din încrengătura  Basidiomycota în familia Amanitaceae și de genul Amanita. Această specie este numită în popor burete porfiriu. Ea coabitează, fiind un simbiont micoriza (formează micorize pe rădăcinile arborilor) și se poate găsi în România, Basarabia și Bucovina de Nord , din iulie până în octombrie (noiembrie), mai ales în păduri de conifere sub molizi și pini, mai rar în cele foioase pe lângă (stejari, fagi sau mesteceni), în special pe soluri nisipoase și acre.

## Descriere
Ordinul Agaricales este de diversificare foarte veche (între 178 și 139 milioane de ani), începând din timpul perioadei geologice în Jurasic în diferență de exemplu cu genul Boletus (între 44 și 34 milioane de ani).

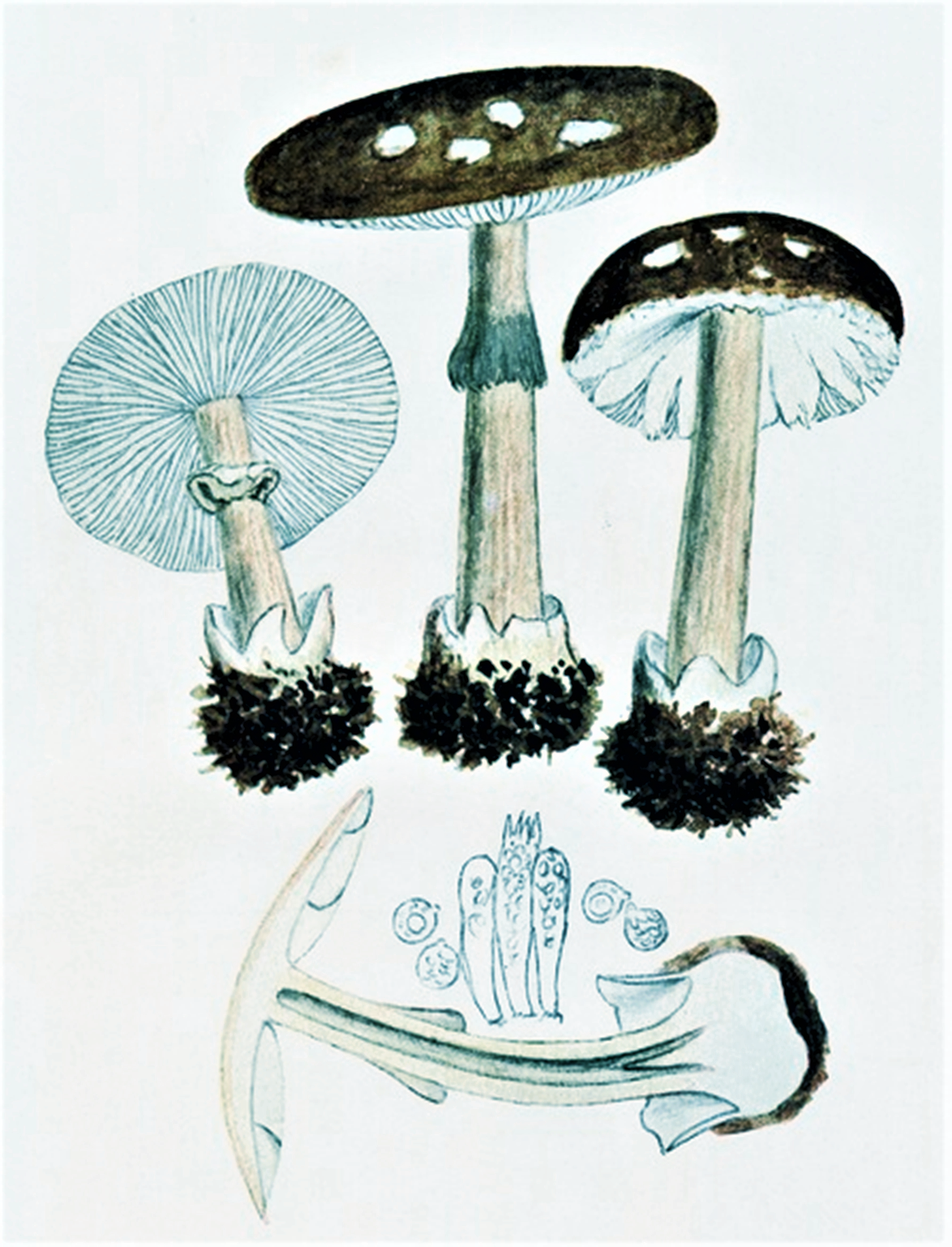
Bres.: Amanita porphyria

- Pălăria: are un diametru de 5-8 (10) cm, este la început emisferică, apoi convexă și în final plană, fără margine striată și mai mult sau mai puțin cărnoasă. Cuticula este netedă, lucioasă, la umezeală ceva unsuroasă. Culoarea ei tinde între violet-brun, gri-violet, gri-roșiatic și palid maroniu. Ea este acoperită cu fulgi largi, albi care se dizolvă repede după o ploaie, astfel rămânând complet goală.
- Lamelele: sunt albe, foarte îndesate, intercalate cu lamele intermediare, mai înghesuite spre picior, și aproape aderate de el.
- Piciorul: are o lungime de 7-10 cm și o lățime de 0,8-2,3 cm, este la început plin, apoi împăiat sau gol, cilindric și subțiat înspre pălărie, neted, câteodată ceva flocos, sfârșind într-un bulb (grosime până la 4 cm) cu o volvă fragmentată în două-trei fâșii. Culoarea tinde între albicios și culoarea pălăriei. Înapoi rămâne la fructele mature un inel neted și pielos, fixat la tije, situat nu mereu în mijlocului ei, având un colorit gri-gălbui sau galben-maroniu.
- Carnea: este destul de compactă, moale, ceva apoasă și întotdeauna albă, având un miros specific de cartofi cruzi (unii spun, ca ar avea un odor ca într-o pivniță de cartofi), cu gust neplăcut de napi sau ridichi.
- Caracteristici microscopice: Sporii sunt albi, rotunjori, netezi, hialini (translucizi), amilozi (ce înseamnă colorabilitatea structurilor tisulare folosind reactivi de iod) și au o mărime de 7,5-10 microni.[3][4]
- Reacții chimice: Buretele se decolorează cu anilină brun roșiatic.[6]

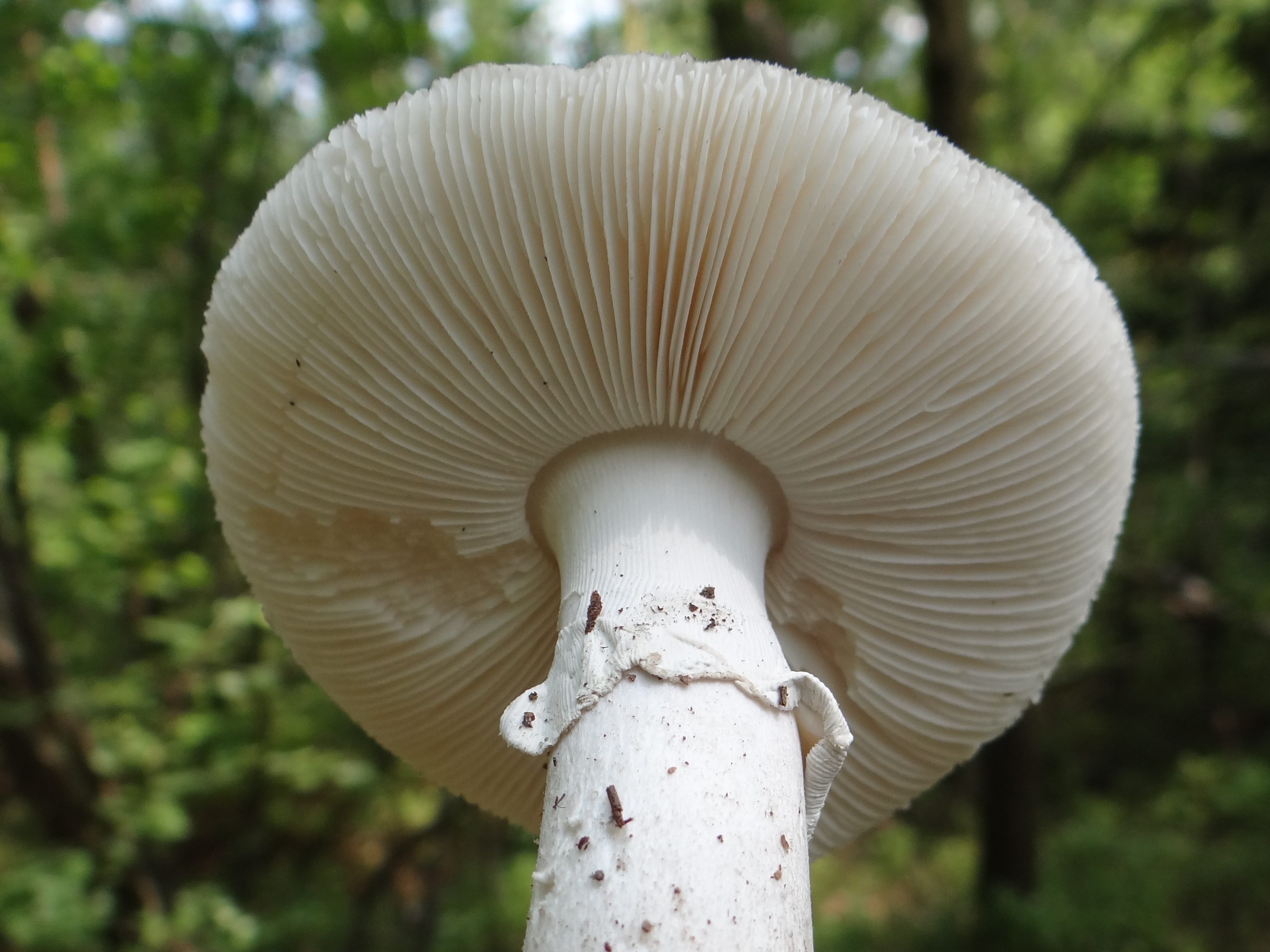
A. porphyria, lamele și inel
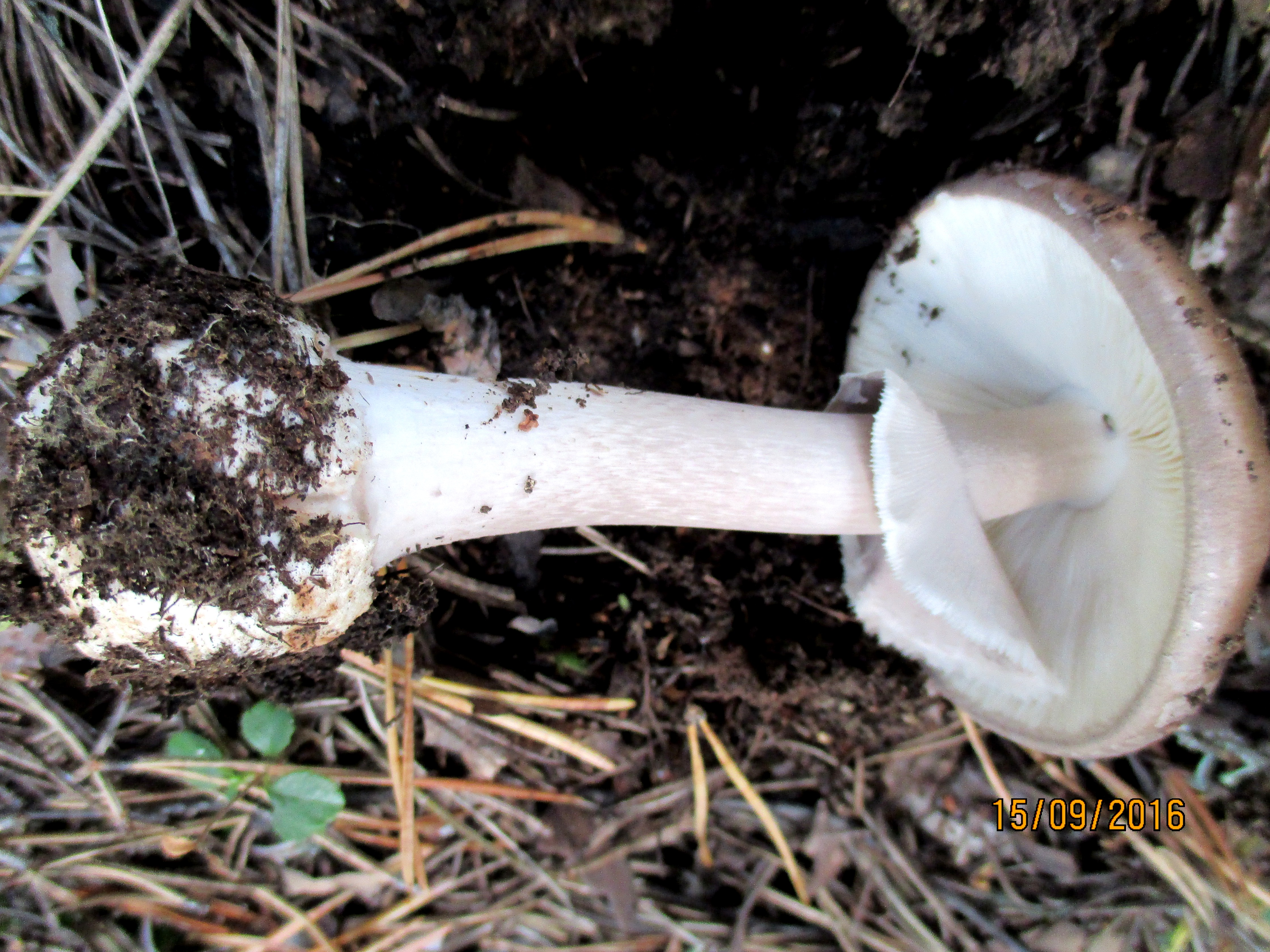
A. porphyria, bulb, picior, inel
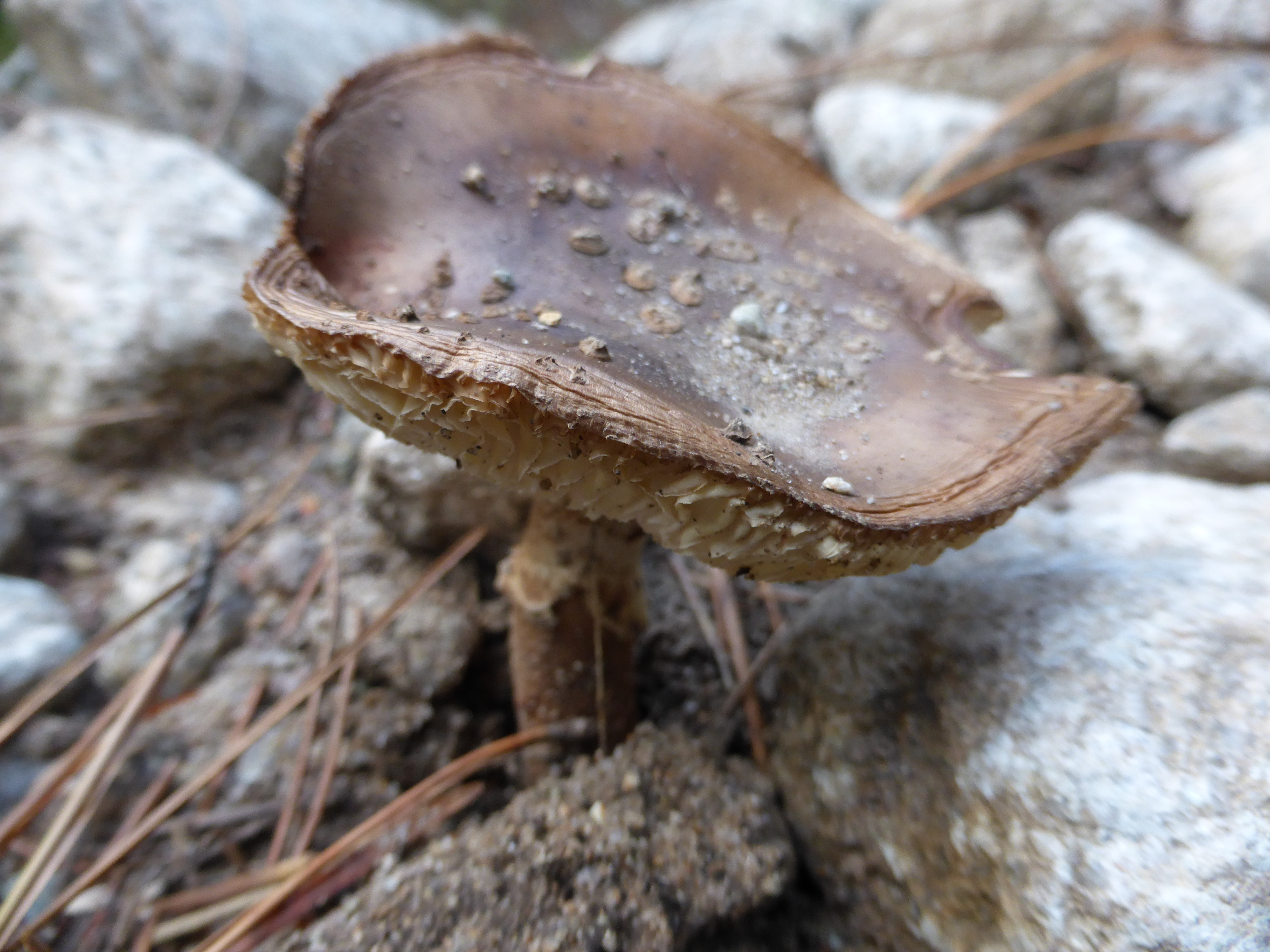
A. porphyria bătrână
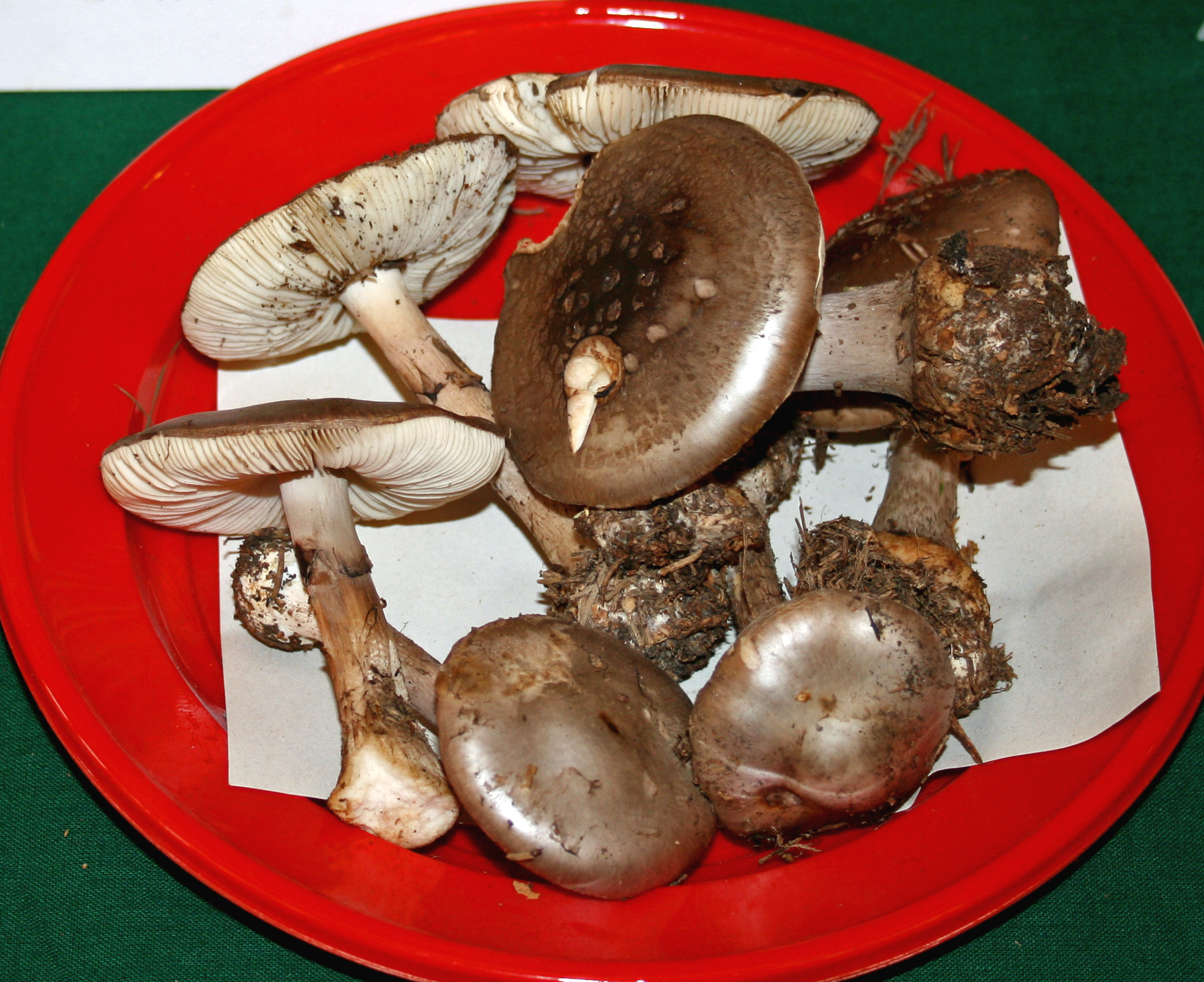
A. porphyria brun-violetă
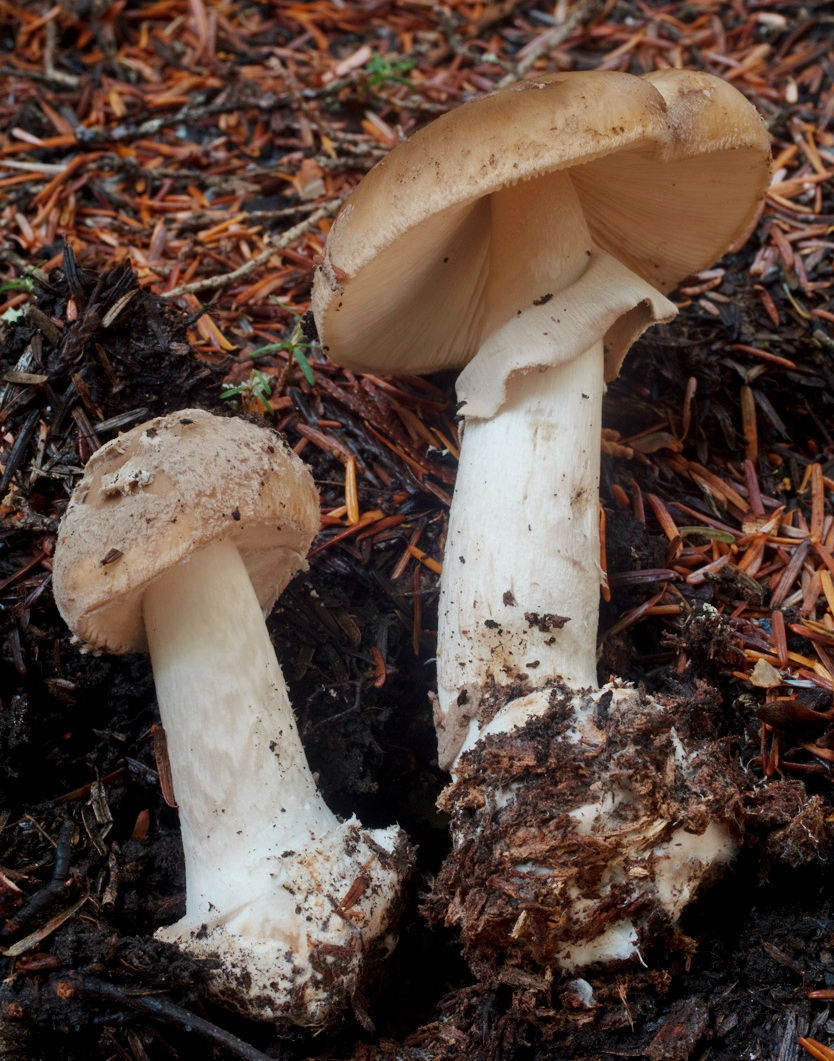
A. porphyria maronie

## Confuzii
Buretele porfiriu poate fi confundat ușor cu ciuperci comestibile sau otrăvitoare de același gen, ca de exemplu cu: Amanita battarrae sin. Amanita umbrinolutea (comestibilă, fără manșetă), Amanita Ceciliae sin. Amanita inaurata, (comestibilă, fără manșetă), Amanita excelsa = Amanita spissa var. excelsa (comestibilă, marginea pălăriei striată)  Amanita gemmata (otrăvitoare, marginea pălăriei striată, jambieră la locul de trecere spre bulb), Amanita pantherina (otrăvitoare, având jambieră la locul de trecere spre bulb, marginea pălăriei striată), Amanita pantherina var. ablentinum (abietum) (otrăvitoare, având jambieră la locul de trecere spre bulb, marginea pălăriei nestriată), Amanita regalis, Amanita rubescens (comestibilă, are  manșetă striată neavând jambieră la locul de trecere spre bulb, înroșind la tăiere), Amanita spissa (comestibilă, marginea pălăriei striată)

## Specii asemănătoare

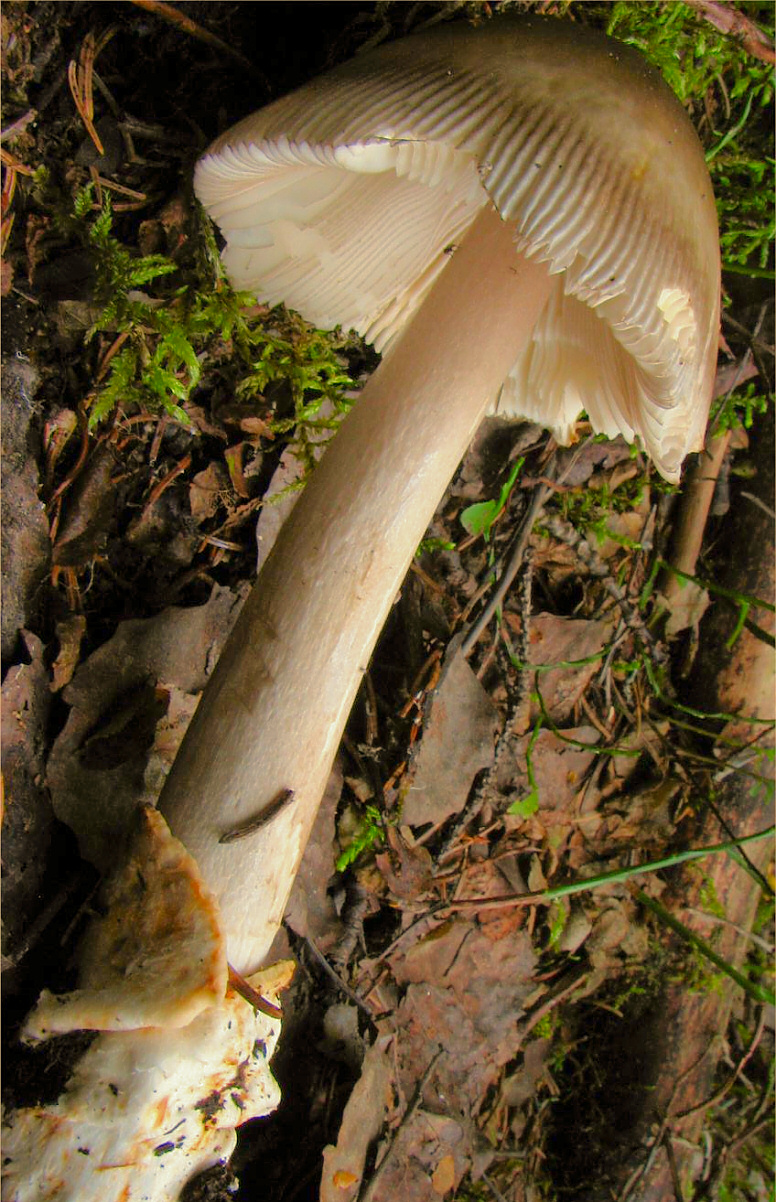
A. battarrae sin. umbrinolutea
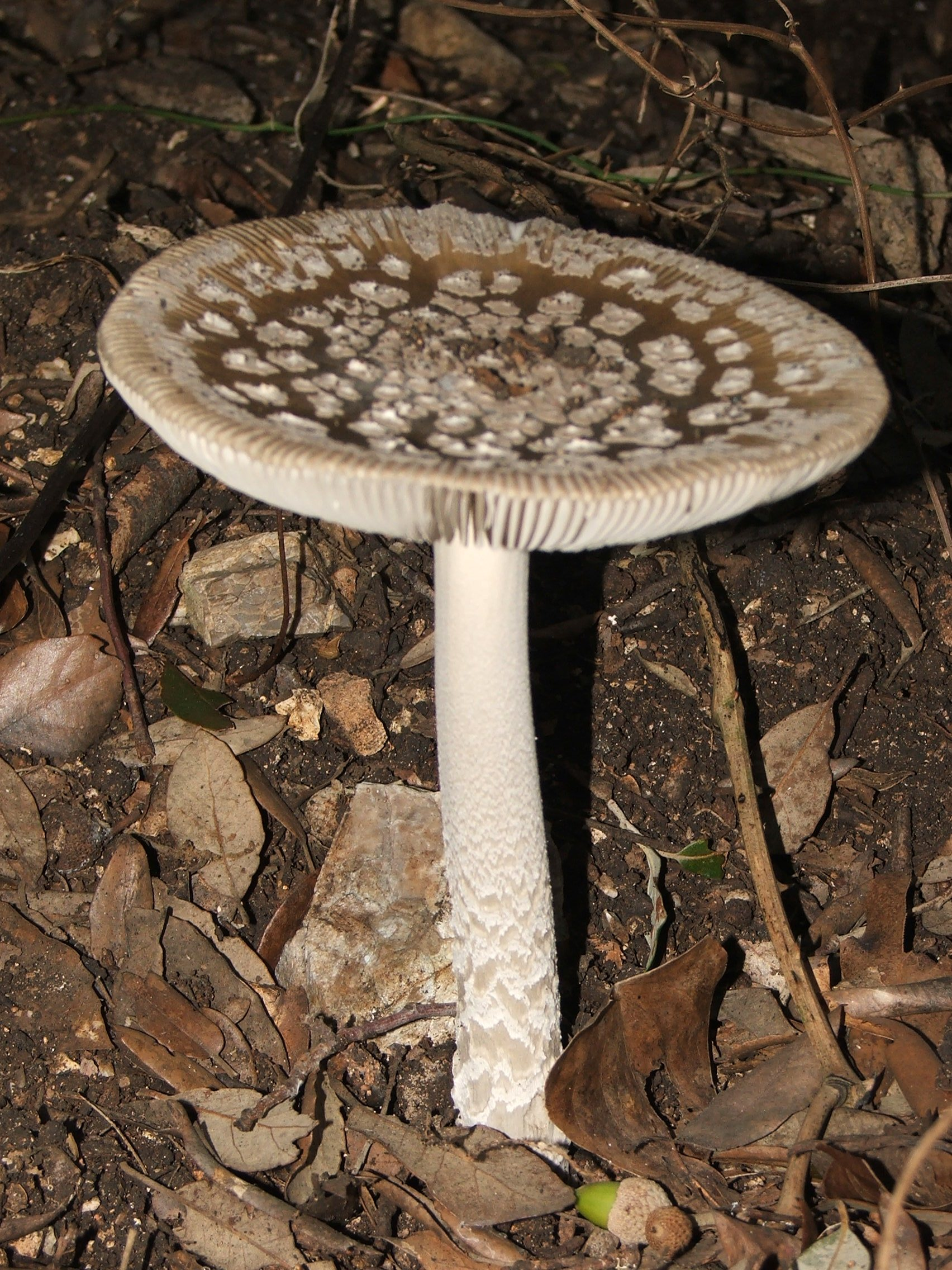
A. ceciliae sin. inaurata
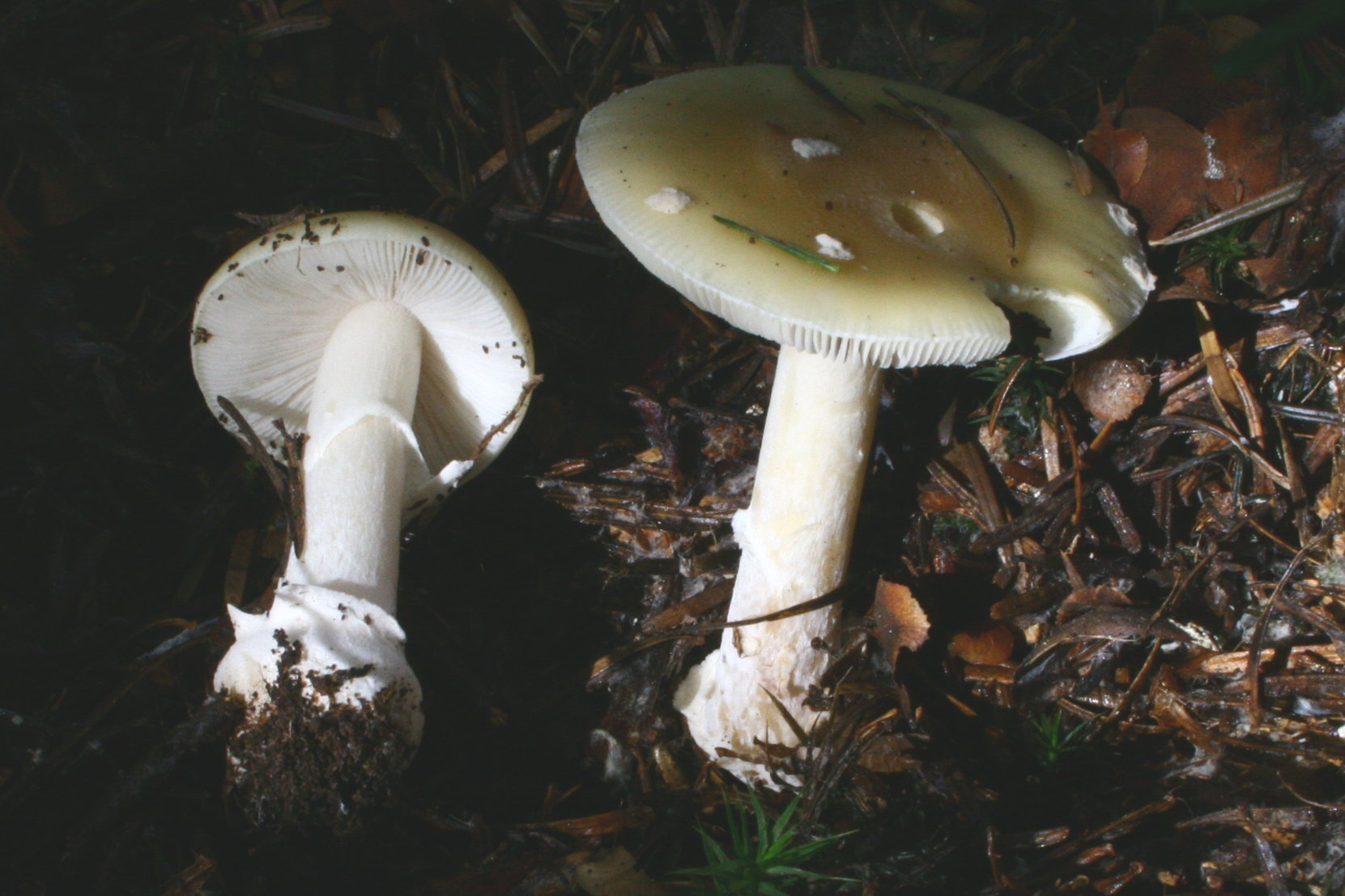
!!Amanita gemmata!!
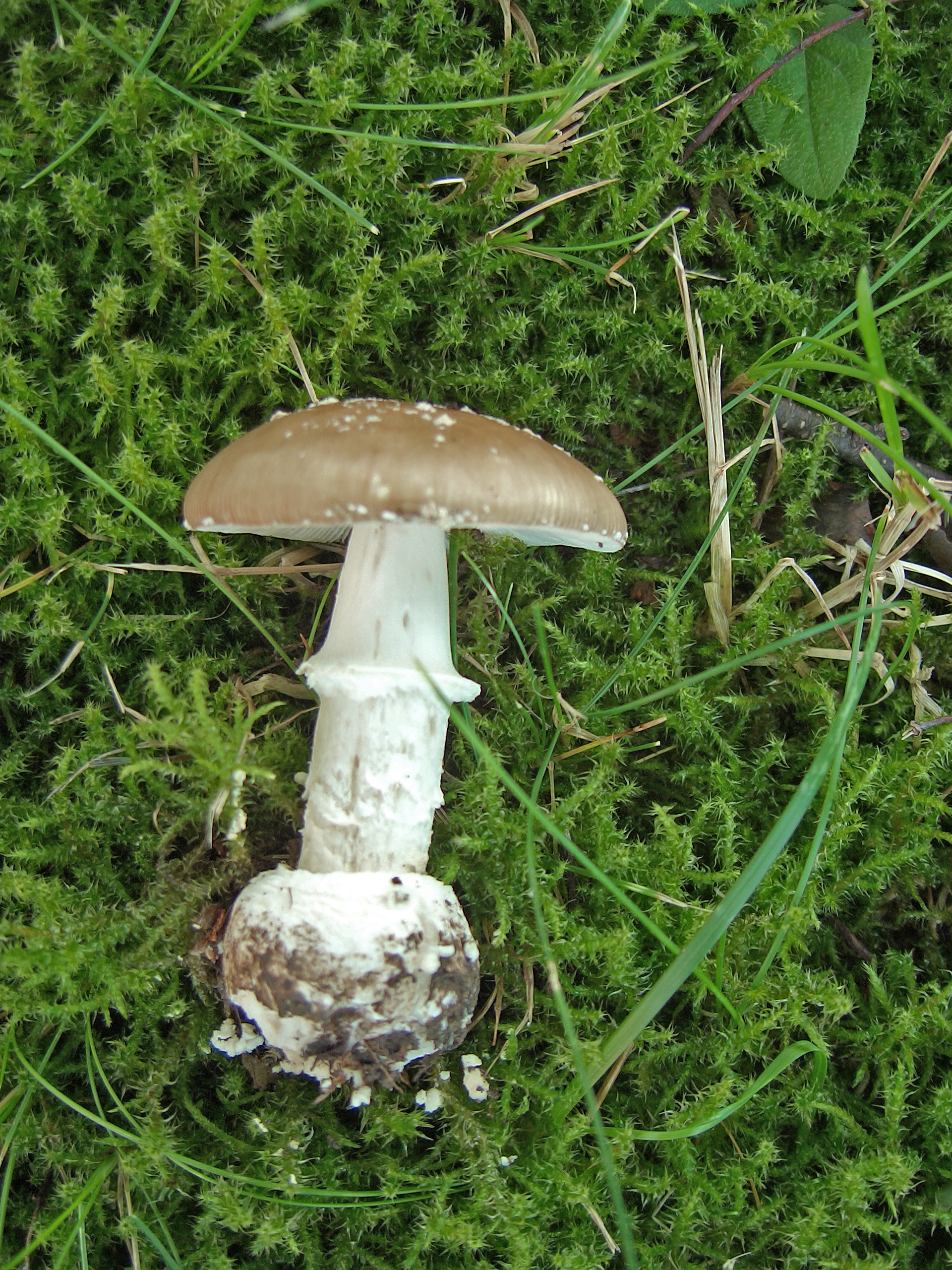
!!A. pantherina!!
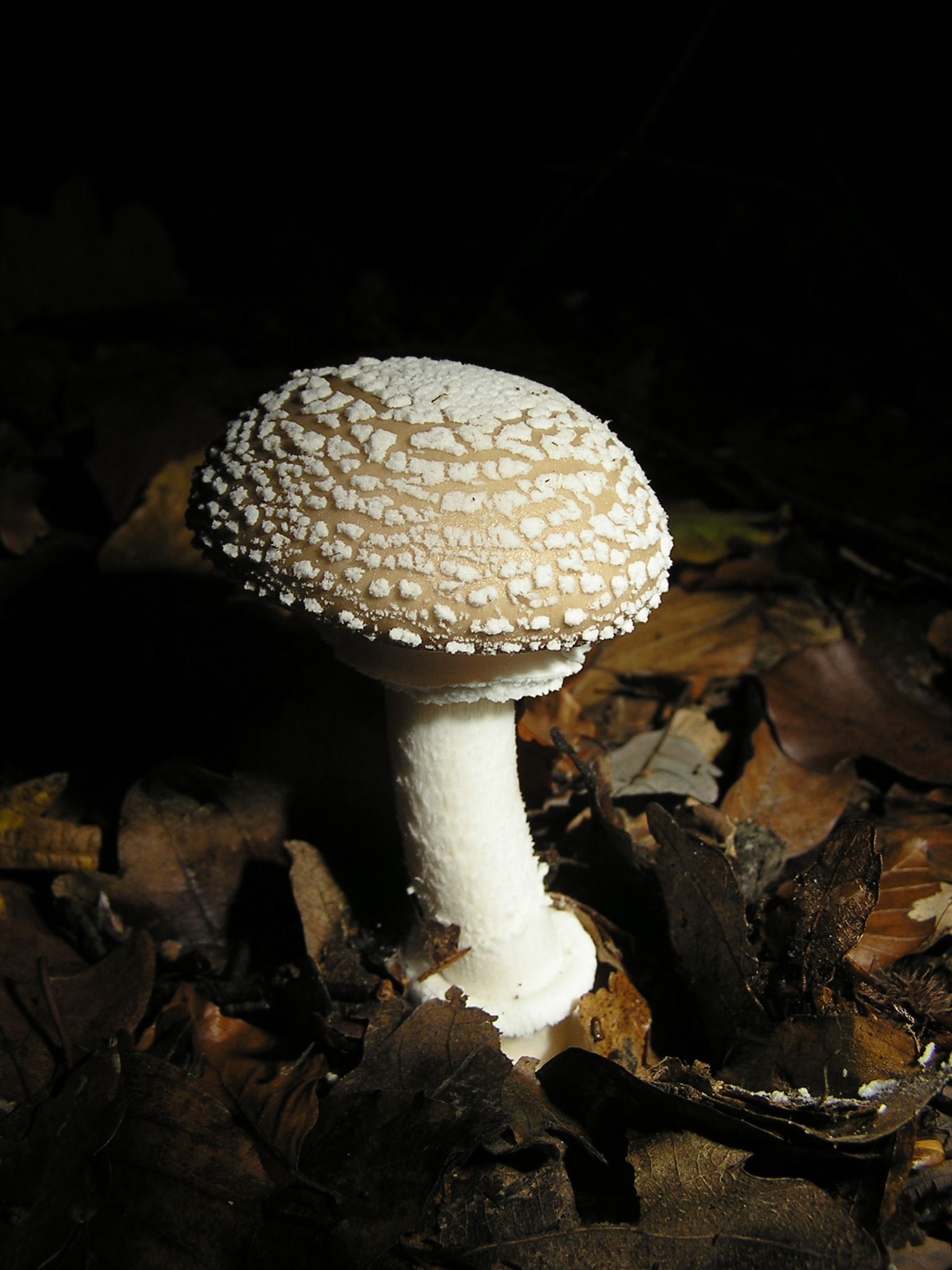
!!A. pantherina var. ablentinum!!

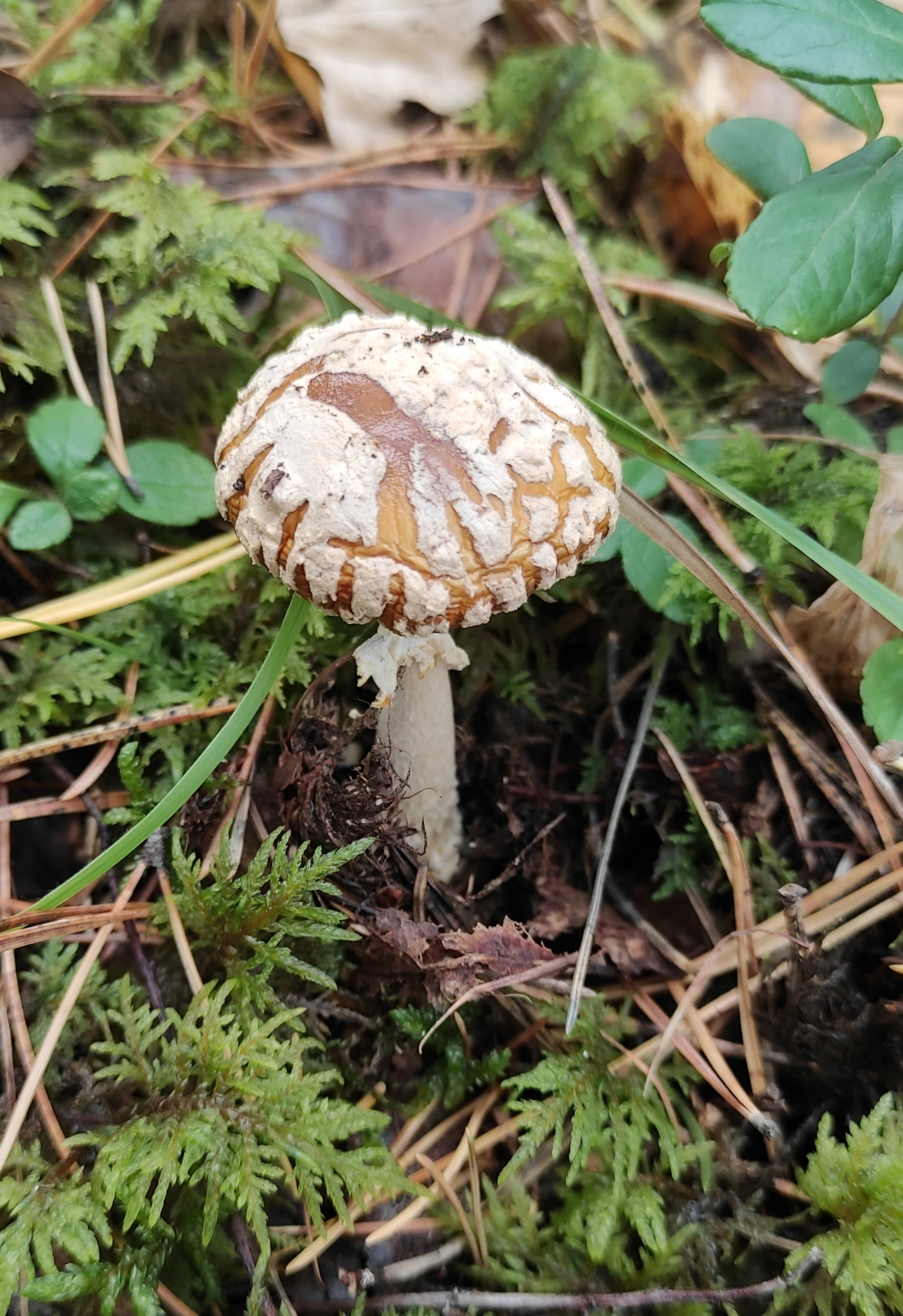
!!Amanita regalis!!
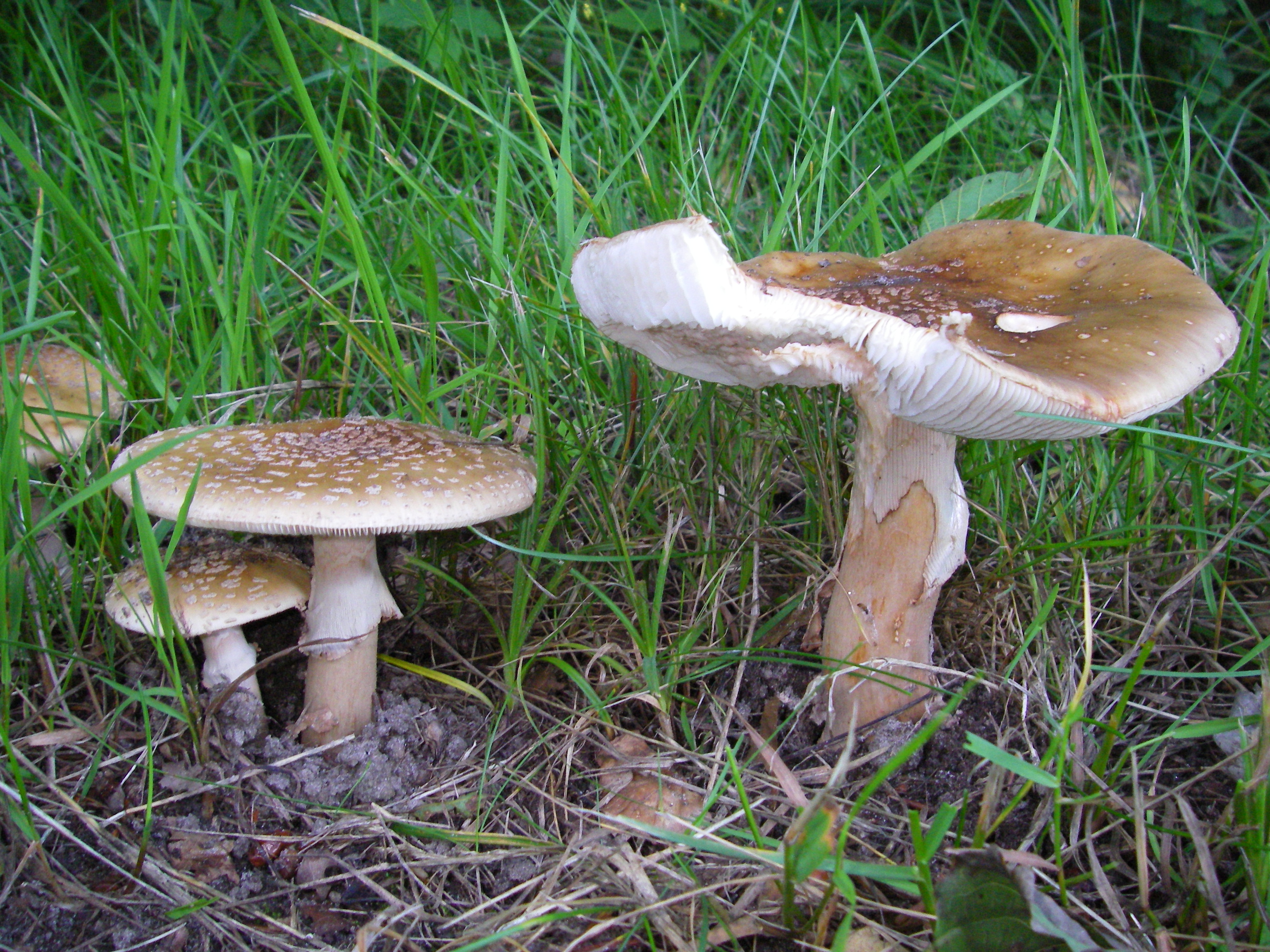
A. rubescens
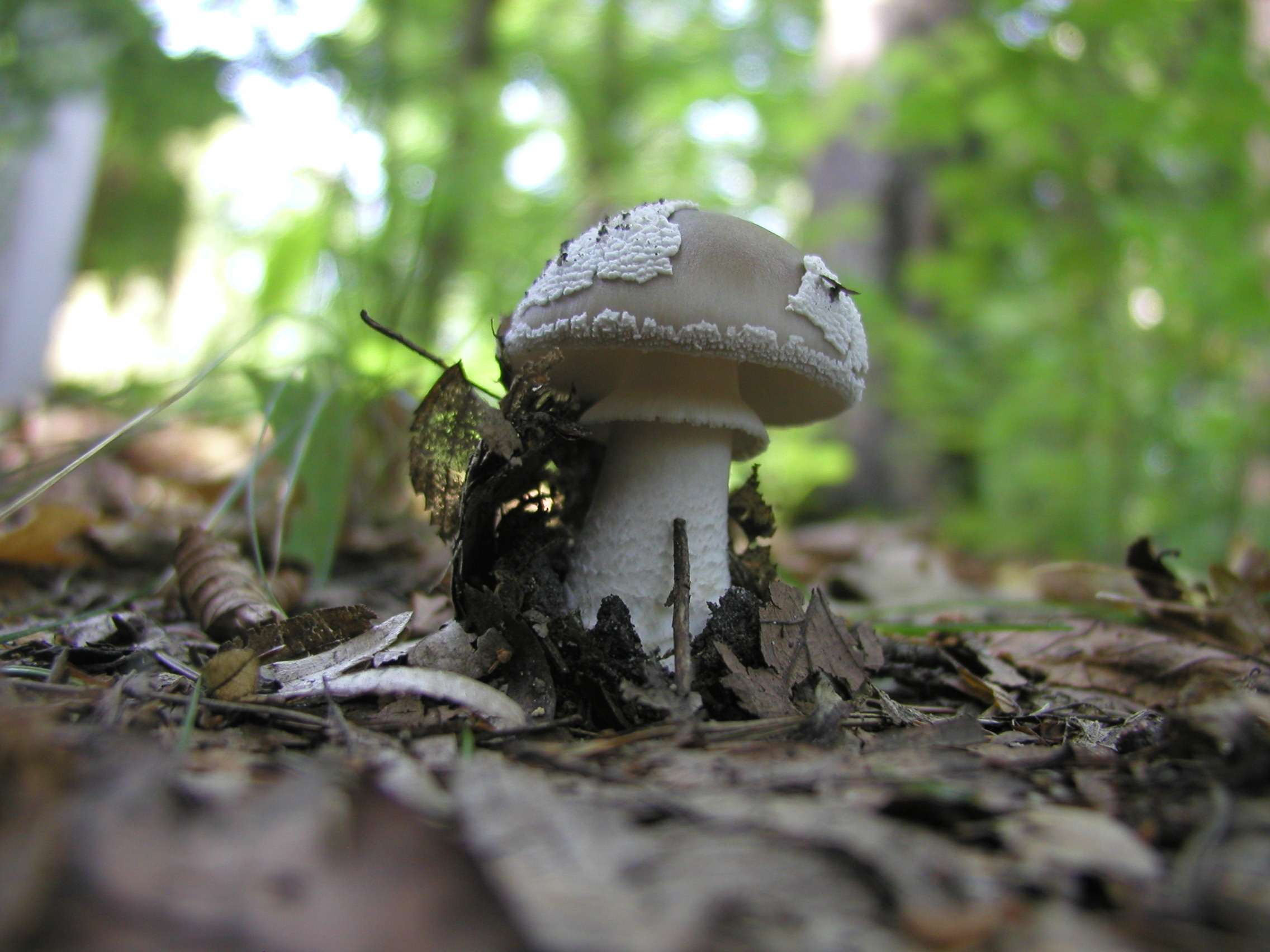
A. spissa
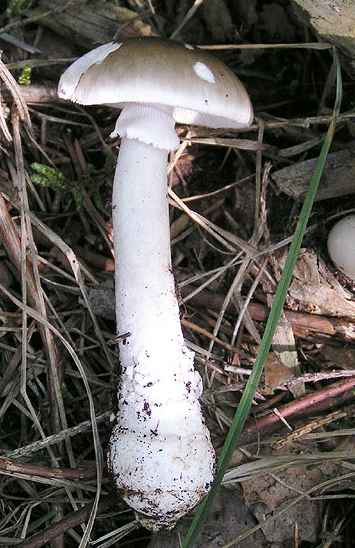
A. spissa var. excelsa

## Valorificare
Amanita porphyria este, consumată crud, otrăvitoare, conținând bufotenină (veninul broaștei râioase, o toxină tare apropiată de DMT) care provoacă o activitate circulatorie crescută, având și un efect halucinogen. Această toxină însă se dizolvă în timpul fierberii. Astfel, sub aspect medicinal, ar fi comestibilă. Dar gustul și mirosul dezgustător și mucegăit nu se pierde după preparare. Adăugată unei mâncări de ciuperci, ea ar strica mult din savoarea acesteia.